# Championnat d'Afrique du Sud de football 2004-2005
Navigation
Saison précédente Saison suivante
La saison 2004-2005 du Championnat d'Afrique du Sud de football est la neuvième édition du championnat de première division en Afrique du Sud. Les seize meilleurs clubs du pays sont regroupés au sein d'une poule unique, où ils s'affrontent deux fois au cours de la saison, à domicile et à l'extérieur. À l'issue du championnat, le dernier du classement est relégué tandis que l'avant-dernier dispute un barrage de promotion-relégation avec les équipes de National First Division, la deuxième division sud-africaine, classées entre la 2e et la 4e place.
C'est le club de Kaizer Chiefs, tenant du titre, qui remporte à nouveau le championnat cette saison, après avoir terminé en tête du classement final, avec deux points d'avance sur les Orlando Pirates FC et six sur le club de Mamelodi Sundowns. C'est le deuxième titre de champion d'Afrique du Sud de l'histoire du club.

## Les 16 clubs participants
| - Manning Rangers - Kaizer Chiefs - Orlando Pirates FC - Silver Stars - Bush Bucks - Promu de National First Division - Mamelodi Sundowns - Jomo Cosmos - Ajax Cape Town | - Supersport United - Bloemfontein Celtic - Promu de National First Division - Moroka Swallows - Wits University FC - Lamontville Golden Arrows - Black Leopards - Engen Santos - Dynamos FC |

## Compétition

### Classement
Le barème utilisé pour établir le classement est le suivant :
- Victoire : 3 points
- Match nul : 1 point
- Défaite : 0 point

| Rang | Équipe                    | Pts | J  | G  | N  | P  | Bp | Bc | Diff |
| ---- | ------------------------- | --- | -- | -- | -- | -- | -- | -- | ---- |
| 1    | Kaizer Chiefs T           | 62  | 30 | 17 | 11 | 2  | 55 | 26 | +29  |
| 2    | Orlando Pirates           | 60  | 30 | 17 | 9  | 4  | 52 | 29 | +23  |
| 3    | Mamelodi Sundowns         | 56  | 30 | 16 | 8  | 6  | 54 | 28 | +26  |
| 4    | Supersport United C       | 51  | 30 | 13 | 12 | 5  | 37 | 27 | +10  |
| 5    | Moroka Swallows           | 49  | 30 | 13 | 10 | 7  | 38 | 29 | +9   |
| 6    | Ajax Cape Town            | 41  | 30 | 11 | 8  | 11 | 31 | 39 | -8   |
| 7    | Silver Stars              | 38  | 30 | 9  | 11 | 10 | 33 | 30 | +3   |
| 8    | Bloemfontein Celtic       | 36  | 30 | 9  | 9  | 12 | 32 | 40 | -8   |
| 9    | Lamontville Golden Arrows | 33  | 30 | 8  | 9  | 13 | 29 | 34 | -5   |
| 10   | Dynamos FC                | 33  | 30 | 7  | 12 | 11 | 38 | 45 | -7   |
| 11   | Bush Bucks                | 33  | 30 | 8  | 9  | 13 | 39 | 48 | -9   |
| 12   | Engen Santos              | 31  | 30 | 8  | 7  | 15 | 27 | 36 | -9   |
| 13   | Jomo Cosmos               | 31  | 30 | 7  | 10 | 13 | 27 | 38 | -11  |
| 14   | Black Leopards            | 31  | 30 | 6  | 13 | 11 | 30 | 42 | -12  |
| 15   | Manning Rangers           | 29  | 30 | 7  | 8  | 15 | 28 | 49 | -21  |
| 16   | Wits University FC        | 27  | 30 | 5  | 12 | 13 | 24 | 34 | -10  |

|  | Champion d'Afrique du Sud 2004-2005                                                               |
|  | Qualification pour la Ligue des champions 2006                                                    |
|  | Participation au barrage de promotion-relégation                                                  |
|  | Relégation directe en National First Division                                                     |
|  | T Tenant du titre C : Vainqueur de la Coupe d'Afrique du Sud P : Promu de National First Division |

- Le club de Kaizer Chiefs est banni trois saisons de toute compétition continentale, à la suite de son forfait imprévu lors du troisième tour de la Coupe de la confédération 2005, sa place en Ligue des champions est récupérée par le 3e du classement, Mamelodi Sundowns.

## Matchs

### Barrage de promotion-relégation
Le 15e de Premier Soccer League affronte en barrage de promotion-relégation trois équipes de deuxième division qui ont terminé entre la 2e et la 4e place de leur championnat. Seul le vainqueur de ce barrage se maintient ou accède en première division.
|  | Demi-finales                 | Demi-finales | Demi-finales |                       |   | Finale | Finale | Finale |  |
|  |                              |              |              |                       |   |        |        |        |  |
|  | 4 et 11 juin 2005            |              |              |                       |   |        |        |        |  |
|  |                              |              |              |                       |   |        |        |        |  |
|  | Tembisa Classic (4e de D2)   | 2            | 1            |                       |   |        |        |        |  |
|  | Tembisa Classic (4e de D2)   | 2            | 1            | 19 et 25 juillet 2005 |   |        |        |        |  |
|  | Durban Stars FC (2e de D2)   | 1            | 1            |                       |   |        |        |        |  |
|  | Durban Stars FC (2e de D2)   | 1            | 1            | Tembisa Classic       | 3 | 1      |        |        |  |
|  | 5 et 12 juin 2005            |              |              | Tembisa Classic       | 3 | 1      |        |        |  |
|  |                              | Hellenic FC  | 0            | 2                     |   |        |        |        |  |
|  | Manning Rangers (15e de PSL) | Hellenic FC  | 0            | 2                     | 2 | 1      |        |        |  |
|  | Manning Rangers (15e de PSL) |              |              |                       | 2 | 1      |        |        |  |
|  | Hellenic FC (3e de D2)       | 3            | 3            |                       |   |        |        |        |  |

## Bilan de la saison
| Championnat d'Afrique du Sud de football 2004-2005 |                          |
| Champion                                           | Kaizer Chiefs (2e titre) |
| Coupes et trophées                                 |                          |
| Vainqueur de la Coupe d'Afrique du Sud 2004-2005   | Supersport United        |
| Qualifications continentales                       |                          |
| Ligue des champions 2006                           | Orlando Pirates          |
| Ligue des champions 2006                           | Mamelodi Sundowns        |
| Coupe de la confédération 2006                     | Aucun                    |
| Promotions et relégations                          |                          |
| Promus en Premier Soccer League                    | Tembisa Classic          |
| Promus en Premier Soccer League                    | Free State Stars         |
| Relégués en National First Division                | Manning Rangers          |
| Relégués en National First Division                | Wits University FC       |